# Jeff Wall

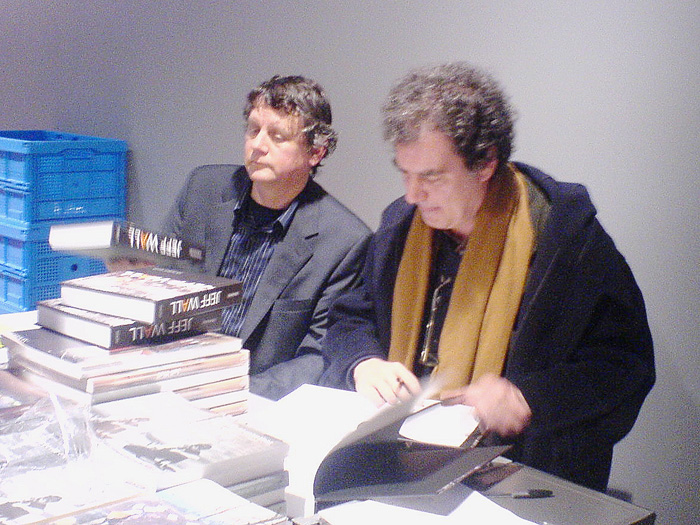
Jeff Wall

Jeff Wall (Vancouver, 29 settembre 1946) è un fotografo canadese.

## Biografia
Studiò dapprima la storia dell'arte ma presto iniziò a lavorare nel campo artistico. Solitamente presenta fotografie di grande formato retroilluminate con enormi light box. Wall si definisce "un pittore della vita moderna" e spesso basa il contenuto e la forma delle sue immagini sul realismo del XIX secolo o sui dipinti di Édouard Manet.
Wall si prepara con largo anticipo per scattare una fotografia: tutte le scene sono interpretate da attori, rappresentate in grandi set, riprese fotograficamente, e qualche volta assemblate o postprodotte digitalmente. A prima vista le immagini di Wall sono prive di impatto spettacolare ma comunicano la loro complessa struttura solo dopo una lunga osservazione. Wall mostra i simboli della vita moderna, include le forme del paesaggio urbano come imposizione dell'agire sociale. Gli attori messi in scena da Wall si confondono con gli attori della vita, creando una visione surreale del mondo che rende fragili le certezze dell'agire umano nel nostro tempo.
La prima retrospettiva italiana dedicata a Jeff Wall è stata ospitata al Padiglione di Arte Contemporanea di Milano.
Nel 2002 ha ricevuto l'Hasselblad Award.